# Markus Solbakken
Markus Solbakken (Hamar, 25 de julio de 2000) es un futbolista noruego que juega en la demarcación de centrocampista para el Pisa S. C. de la Serie B.

## Selección nacional
Hizo su debut con la selección de fútbol de Noruega el 7 de septiembre de 2023 en un partido amistoso contra Jordania que finalizó con un resultado de 6-0 a favor del combinado noruego tras los goles de Antonio Nusa, Kristoffer Ajer, Jørgen Strand Larsen, Fredrik Bjørkan, Bård Finne y Hugo Vetlesen.

## Clubes
| Club                | País            | Año       | Partidos | Goles |
| ------------------- | --------------- | --------- | -------- | ----- |
| Hamarkameratene     | Noruega         | 2016-2020 | 111      | 3     |
| Stabæk Fotball      | Noruega         | 2021-2022 | 27       | 1     |
| Viking FK           | Noruega         | 2023-2024 | 68       | 3     |
| A. C. Sparta Praga  | República Checa | 2024-2025 | 39       | 1     |
| Pisa S. C. (cedido) | Italia          | 2025-     | 7        | 0     |

## Palmarés

### Títulos nacionales
| Título                               | Club               | País            | Año  |
| ------------------------------------ | ------------------ | --------------- | ---- |
| Liga de Fútbol de la República Checa | A. C. Sparta Praga | República Checa | 2024 |
| Copa de la República Checa           | A. C. Sparta Praga | República Checa | 2024 |